# The Beyoncé Experience Live
The Beyoncé Experience Live – DVD amerykańskiej piosenkarki R&B Beyoncé Knowles, wydane 20 listopada 2007 roku w Stanach Zjednoczonych.
The Beyoncé Experience Live został nakręcony 2 września 2007 roku podczas koncertu artystki w Staples Center w Los Angeles, który odbył się w ramach jej światowej trasy The Beyoncé Experience. DVD zawietra gościnne występy rapera Jaya-Z w utworze „Upgrade U”, a także Michelle Williams i Kelly Rowland w „Survivor”.
19 listopada 2007 roku, wyłącznie jednej nocy, show wyświetlane było w amerykańskich kinach. Z kolei telewizja BET wyemitowała koncert w Dzień Dziękczynienia tego samego roku. Wyedytowane wersje koncertu zostały nadane poza tym w Wielkiej Brytanii przez Channel 4 oraz w Niemczech, Austrii i Szwajcarii przez 3sat.
DVD dostępne było także poprzez iTunes w wersji audio, zatytułowanej The Beyoncé Experience: Live Audio. 18 listopada 2008 roku The Beyoncé Experience Live ukazał się w formacie Blu-ray. Tego samego dnia wydany został również trzeci album studyjny Beyoncé, I Am... Sasha Fierce.
The Beyoncé Experience Live zawiera złożoną z 27 piosenek „szafę grającą”, utworzoną dzięki zaawansowanemu wykorzystaniu obrotu bitowego. Autorem DVD jest Neil Matthews z nowojorskiej koroporacji Ascent Media.
The Beyoncé Experience Live pokrył się trzykrotną platyną w Stanach Zjednoczonych, rozchodząc się w ponad 380.000 kopii.

## Lista utworów

### DVD
1. Intro (The Beyoncé Experience Fanfare) – 1:08
2. „Crazy in Love” (miks) – 4:08
3. „Freakum Dress” – 3:55
4. „Green Light” – 8:22
5. „Baby Boy” (wersja reggae) – 4:10
6. „Beautiful Liar” – 2:25
7. „Naughty Girl” – 5:17
8. „Me, Myself and I” – 7:17
9. „Dangerously in Love” (miks) – 7:10
10. „Flaws and All” – 4:19
11. Destiny’s Child Medley (Cops & Robbers Intro) – 3:38
12. „Independent Women Part I” – 2:20
13. „Bootylicious” – 0:46
14. „No, No, No Part 2” – 1:18
15. „Bug a Boo” (miks) – 3:10
16. „Bills, Bills, Bills” – 1:01
17. „Cater 2 U” – 1:54
18. „Say My Name” – 3:12
19. „Jumpin’, Jumpin’” – 1:34
20. „Soldier (miks) – 2:02
21. „Survivor” (feat. Michelle Williams i Kelly Rowland) – 2:30
22. „Speechless” – 4:15
23. „Ring the Alarm Intro Skit” – 3:33
24. „Ring the Alarm” – 3:23
25. „Suga Mama” – 3:07
26. „Upgrade U” (feat. Jay-Z) – 4:19
27. „Bonnie and Clyde '03” (miks) – 1:16
28. „Check on It” (specjalna wersja) – 2:07
29. „Déjà Vu” – 7:07
30. „Get Me Bodied” – 5:06
31. „Welcome to Hollywood” – 2:28
32. „Deena/Dreamgirls” – 1:56
33. „Listen” – 3:07
34. „Irreplaceable” – 7:31
35. Urodzinowa niespodzianka Beyoncé – 5:03
36. Napisy końcowe („Beautiful Liar” na żywo w wersji instrumentalnej) – 4:05

### Dysk bonusowy:Irreemplazable
W niektórych krajach DVD zawierało bonusowy dysk w postaci Irreemplazable.
1. „Amor Gitano” (feat. Alejandro Fernández) – 3:48
2. „Listen (Oye)” – 3:41
3. „Irreplaceable (Irreemplazable)” – 3:48
4. „Beautiful Liar (Bello Embustero)” – 3:20
5. „Beautiful Liar” (remiks, feat. Shakira) – 3:01
6. „Beautiful Liar” (wersja angielsko-hiszpańska, feat. Sasha Fierce a.k.a. Beyoncé) – 3:21
7. „Irreplaceable (Irreemplazable)” (remiks Norteñy) – 3:51
8. „Get Me Bodied” (remiks Timbalanda, feat. Voltio) – 6:14

### Wersja audio
Wersja audio została wydana wyłącznie w postaci cyfrowej i jest dostępna poprzez m.in. iTunes.
1. „Crazy in Love” – 5:30
2. „Freakum Dress” – 4:00
3. „Green Light” – 3:36
4. „Baby Boy” – 4:22
5. „Beautiful Liar” – 2:30
6. „Naughty Girl” – 3:35
7. „Me, Myself and I” – 3:12
8. „Dangerously in Love” – 6:59
9. „Flaws and All” – 4:23
10. Destiny’s Child Medley (feat. Kelly Rowland i Michelle Williams) – 19:47
11. „Speechless” – 3:35
12. „Ring the Alarm” – 2:41
13. „Suga Mama” – 3:08
14. „Upgrade U” (feat. Jay-Z) – 4:30
15. „Bonnie and Clyde” – 1:35
16. „Check on It” – 1:55
17. „Déjà Vu” – 3:03
18. „Get Me Bodied” – 5:14
19. „Welcome to Hollywood” – 2:31
20. Dreamgirls Medley – 5:08
21. „Irreplaceable” – 7:37

### Instrumentalna wersja audio[4]
1. „Speechless” – 4:11
2. „Ring the Alarm” – 7:03
3. „Suga Mama” – 2:41
4. „Upgrade U” – 4:19
5. „Bonnie and Clyde” – 1:30
6. „Check on It” – 0:27
7. „Déjà Vu” – 2:48
8. Band Jam – 4:09
9. „Get Me Bodied” – 5:05
10. „Welcome to Hollywood” – 2:12
11. „Dreamgirls Medley” – 2:11
12. „Listen” – 3:07
13. „Irreplaceable” – 12:54

### Japoński bonusowy dysk DVD[5]
1. „Krazy in Luv” (remiks, feat. Jay-Z) – 4:15
2. „Baby Boy” (remiks) – 8:52
3. „Naughty Girl” (remiks) – 3:52
4. „Me, Myself and I” (remiks) – 4:44
5. „Green Light” (remiks) – 3:21
6. „Ring the Alarm” (remiks, feat. Collie Buddz) – 4:12
7. „Déjà Vu” (remiks, feat. Jay-Z) – 3:17
8. „Get Me Bodied” (remiks Timbalanda, feat. Fabolous) – 4:50
9. „Irreplaceable” (remiks) – 4:20
10. „World Wide Woman” – 3:42
11. „ChampagneChroniKnightCap” Solange Knowles – 4:53

## Pozycje na listach
| Lista (2007)                     | Pozycja |
| -------------------------------- | ------- |
| ARIA Top 40 Music DVD Chart      | 8       |
| U.S. Billboard Top Music Video   | 2       |
| Greek Music DVD Top 20 Chart     | 45      |
| Dutch Concert DVDs               | 2       |
| Italy Albums Chart               | 14      |
| Japan Oricon Album Chart         | 22      |
| Japan Oricon Foreign Album Chart | 9       |
| France Top Videos Chart          | 12      |
| Mexico DVD Chart                 | 4       |
| Taiwan DVD/VCD Chart             | 12      |
| South Korea Music Chart          | 22      |
| Belgium DVD Chart                | 16      |
| Brazilian Top 20 DVDs Sales      | 1       |
| Philippines DVD/VCD Chart        | 1       |
| Spanish DVD Chart                | 12      |

### Certyfikaty
| Kraj              | Certyfikat | Sprzedaż |
| ----------------- | ---------- | -------- |
| Brazylia          | 2x Platyna | 100.000+ |
| Australia         | 2x Platyna | 30.000+  |
| Stany Zjednoczone | 3x Platyna | 380.000+ |